# 祝幼琬
祝幼琬（1929年10月24日—）上海人，中华人民共和国政治人物、外交官。

## 生平
1988年，接替唱鸿声，担任中华人民共和国驻希腊大使。1992年，由吴家淦接任。